# Villa Oldenburger Straße 172
Die Villa Oldenburger Straße 172 in Delmenhorst wurde 1912 für den Direktor der Hansa-Linoleumwerke gebaut. Sie wird heute (2022) u. a. als Bürogebäude durch eine Sozietät genutzt.
Das Gebäude ist ein Baudenkmal in Delmenhorst.

## Geschichte
Die zweigeschossige verputzte Villa mit Mansarddach und dem markanten Giebelrisalit mit der Säulenveranda wurde 1912 nach Plänen von Dietrich Bollmann auf einem Gartengrundstück für den Direktor (vermutlich Stuckenberg) der Bremer Hansa-Linoleumwerke gebaut.
Ein 1987 geplanter Umbau zu einem Wohnheim für Behinderte wurde vom Niedersächsischen Landesamt für Denkmalpflege nicht genehmigt. Nach 1987 nutzten nach einer Sanierung Wirtschaftsprüfer und Steuerberater das Gebäude als Bürohaus.